# Controversy
Controversy é o quarto álbum de estúdio do artista americano Prince, lançado em 14 de outubro de 1981 pela Warner Bros. Records. Foi todo produzido e composto por Prince,  (com exceção de uma faixa) e ele também executou a maioria dos instrumentos em sua gravação.

## Músicas e Temas
"Controversy" começa com a faixa-título, que levanta questões que estavam sendo feitas sobre Prince na época, incluindo sua raça e sexualidade. A canção "flerta com a blasfêmia", incluindo um cântico da The Lord's Prayer. "Do Me, Baby" é uma balada R&B com letras explicitamente sexuais e "Ronnie, Talk to Russia" é um apelo politicamente carregado ao presidente Ronald Reagan. "Private Joy" é uma animada música pop-funk chiclete, "mostrando o lado mais leve de Prince", seguida por "Annie Christian", que lista eventos históricos como o assassinato de crianças afro-americanas em Atlanta e a morte de John Lennon. A música final do álbum, "Jack U Off", é um rockabilly sintetizado.

## Recepção da Crítica
Stephen Holden da Rolling Stone escreveu que "três primeiros registros do Príncipe eram tão eroticamente egocêntrico que sugeriram os devaneios de um jovem libertino licencioso. Em "Controversy, que proclama sexualidade libertina desenfreada como a condição fundamental da uma sociedade nova e mais amorosa do que a América belicosa e excessivamente tecnológica de Ronald Reagan." Ele prosseguiu dizendo: "Apesar de todas as contradições e hipérboles da filosofia playboy de Prince, ainda acho sua mensagem revigorantemente relevante".
Robert Christgau ficou menos entusiasmado em uma crítica geralmente favorável para The Village Voice, na qual escreveu que suas "canções socialmente conscientes são cativantes, mas surgem da mente de um jovem bastante confuso e enquanto sua política melhora quando ele adere ao seu assunto favorito, que é sexo, nada aqui é tão exagerado e acerta em cheio em Head, Sister ou na magnífica When You Were Mine."
De acordo com Keith Harris da revista Blender, Controversy é "a primeira tentativa de Prince para fazer você amá-lo por sua mente, não apenas por seu corpo", pois "refina o funk propulsor de álbuns anteriores e adiciona temas sobre religião, trabalho, guerra nuclear e abscam."  Stephen Thomas Erlewine do AllMusic observou que "continua na mesma linha do funk, new wave de Dirty Mind, enfatizando o fascínio de Prince por sintetizadores e sintetizando gêneros musicais pop diferentes".
Controversy foi eleito o oitavo melhor álbum do ano no Pazz & Jop de 1981, uma pesquisa anual da crítica promovida pelo The Village Voice.

## Lançamento
Controversy alcançou a posição número 21 da Billboard 200 e número 3 da na parada de Top Black Albums.

### Singles
O primeiro single "Controversy" alcançou a posição 70 na Billboard Hot 100, a posição 3 na parada Hot Black Singles e o topo da parada Dance Club Songs.
O segundo single "Sexuality" não foi lançado nos Estados Unidos e alcançou a posição 88 nas paradas da Australia
O terceiro single "Let's Work" alcançou a posição 9 na parada Hot Black Singles e o topo da parada Dance Club Songs.
O quarto single "Do Me, Baby" entrou na parada Billboard Hot 100 e alcançou a posição 46 e o topo da parada Hot Black Singles

## Faixas
| Edição padrão  |                          |                     |                |         |  |
| N.º            | Título                   | Compositor(es)      | Produtor(es)   | Duração |  |
| 1.             | "Controversy"            | Prince              | Prince         | 7:15    |  |
| 2.             | "Sexuality"              | Prince              | Prince         | 4:21    |  |
| 3.             | "Do Me, Baby"            | André Cymone Prince | Prince         | 7:43    |  |
| 4.             | "Private Joy"            | Prince              | Prince         | 4:29    |  |
| 5.             | "Ronnie, Talk to Russia" | Prince              | Prince         | 1:58    |  |
| 6.             | "Let's Work"             | Prince              | Prince         | 3:54    |  |
| 7.             | "Annie Christian"        | Prince              | Prince         | 4:22    |  |
| 8.             | "Jack U Off"             | Prince              | Prince         | 3:09    |  |
| Duração total: | Duração total:           | Duração total:      | Duração total: | 37:15   |  |

## Equipe e Produção
Créditos adaptados de Notas do encarte de Controversy
- Prince - arranjo, baixo, composição, bateria, guitarra, teclados, produção, vocais
- Lisa Coleman - vocais de apoio em Controversy", "Ronnie, Talk to Russia" e "Jack U Off", sítar, teclados
- Doctor Fink - teclados em "Jack U Off"
- Bobby Z - bateria em "Jack U Off"
- Mick Guzauski - engenheiro de som
- Bob Mockler - engenheiro de som
- Ross Pallone - engenheiro de som